# Whitechapel
Pour les articles homonymes, voir Whitechapel (homonymie).
 (mars 2025).
Si vous disposez d'ouvrages ou d'articles de référence ou si vous connaissez des sites web de qualité traitant du thème abordé ici, merci de compléter l'article en donnant les références utiles à sa vérifiabilité et en les liant à la section « Notes et références ».
Whitechapel est un district qui fait partie du borough londonien de Tower Hamlets. Il est situé à 5,5 kilomètres à l’est de Charing Cross et est en gros limité par Bishopsgate à l’ouest, Hanbury Street au nord, Brady Street et Cavell Street à l’est et Commercial Road (en) au sud.
Le cœur de Whitechapel est la Whitechapel Road même, qui tire son nom d’une petite chapelle de proximité consacrée à Marie : le premier recteur qu’on lui ait connu était Hugh de Fulbourne en 1329.

## Histoire

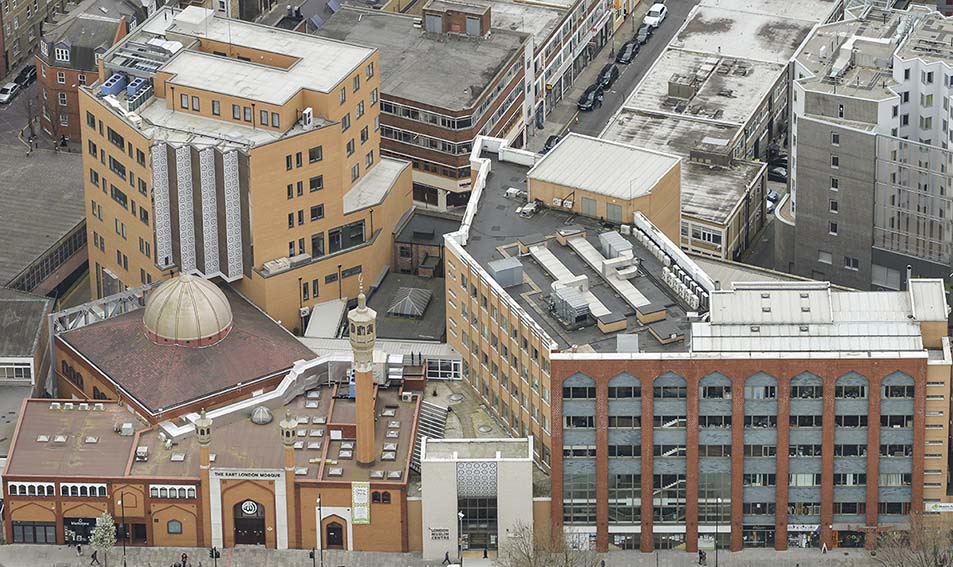
East London Mosque

À la fin du XVIe siècle Whitechapel et le secteur qui l’entourait avaient commencé à devenir « l’autre moitié » de Londres. C'est dans le secteur de Whitechapel, placé sous le vent des quartiers chics de l’ouest de Londres (qui devaient voir l’expansion de l’abbaye de Westminster et la construction du palais de Buckingham), qu’on a installé naturellement les activités de la ville qui dégageaient les odeurs les plus fortes, en particulier les tanneries, les brasseries, les fonderies (y compris la fonderie de cloches de Whitechapel où l’on fondra plus tard la cloche de la Liberté de Philadelphie ainsi que Big Ben), les abattoirs et, tout près du sud, le gigantesque marché aux poissons de Billingsgate, bien connu pour la langue savamment poissarde des marchandes qui y travaillaient.
L’exode rural vers Londres depuis le XVIIe siècle jusqu’au milieu du XIXe siècle amena un grand nombre de pauvres gens à s’installer au milieu des industries et des commerces qui les avaient attirés. Dans les années 1840 Whitechapel, avec ses enclaves de Wapping, Aldgate, Bethnal Green, Mile End, Limehouse et Stepney (désignés en bloc aujourd’hui sous le nom de East End), avait évolué jusqu’à devenir le Londres bien connu, celui de Dickens, avec lequel dans le monde occidental ne pouvaient rivaliser pour la pauvreté que les bouges sordides de Manhattan et, plus tard, le Lower East Side de Manhattan. Whitechapel Road même n’était pas particulièrement sordide pendant la plus grande partie de cette période – c’était dans le dédale de petites rues sombres qui s’y jetaient que l’on trouvait la plus grande détresse, la crasse et le danger, particulièrement Dorset Street (aujourd’hui une allée privée), Thrawl Street, Berners Street (rebaptisée Henriques Street), Wentworth Street et d’autres.
Pendant l’époque victorienne, la population primitive issue des campagnes pauvres d’Angleterre a vu arriver des immigrants de partout, en particulier des Irlandais et des Juifs. Au tout début du XXe siècle, l’auteur américain Jack London, cherchant à écrire une contrepartie au livre de Jacob Riis How the Other Half Lives (« Comment vit l’autre moitié »), enfila des vêtements en loques et s’installa à Whitechapel, expérience qu’il devait raconter en détail dans Le Peuple de l’abîme. Riis avait peu auparavant relaté les inimaginables conditions de vie dans la ville principale des États-Unis. Jack London, un socialiste, pensait que cela valait la peine d’explorer les conditions de vie dans la ville la plus importante de la nation qui avait créé le capitalisme moderne. Il en conclut que la pauvreté anglaise était de loin plus affreuse que ce qu’on voyait en Amérique. À Whitechapel et dans tout l’East End c’était la misère, la vie dans la rue, l’exploitation des travailleurs, la prostitution et la mortalité infantile... et tout à côté les plus grandes fortunes privées du monde[réf. nécessaire].
En 1888, le nom de Whitechapel acquiert une renommée mondiale, qu'elle conserve jusqu'à nos jours. Cette année-là y sont commis les crimes de l’assassin de Whitechapel, plus tard connu sous le nom de Jack l'Éventreur. Cet énigmatique tueur en série perpétuant ses crimes d'un nouveau genre, évoluait dans ces ruelles très pauvres et insalubres.
Le contraste entre cette grande pauvreté et la présence d'industries pourtant prospères à Londres a été un choc décisif pour les penseurs de gauche, de George Bernard Shaw, dont la Société Fabian Society se réunissait régulièrement à Whitechapel[réf. nécessaire], jusqu’à Vladimir Ilitch Lénine, qui y a vécu et y a fait de la propagande alors qu’il était exilé de Russie[réf. nécessaire].
Whitechapel est resté pauvre (et haut en couleur) pendant la première moitié du XXe siècle, bien que d’aspect moins désespéré. Il a subi de grands dégâts lors des attaques des V2 allemands et le Blitz de la Seconde Guerre mondiale. Depuis, il a perdu de sa notoriété, même s’il reste voué au prolétariat. Les Bangladeshis forment le groupe d’immigrants qui s’y remarque le plus aujourd’hui et c’est là que résident beaucoup d’artistes débutants et des fabricants de lacets.

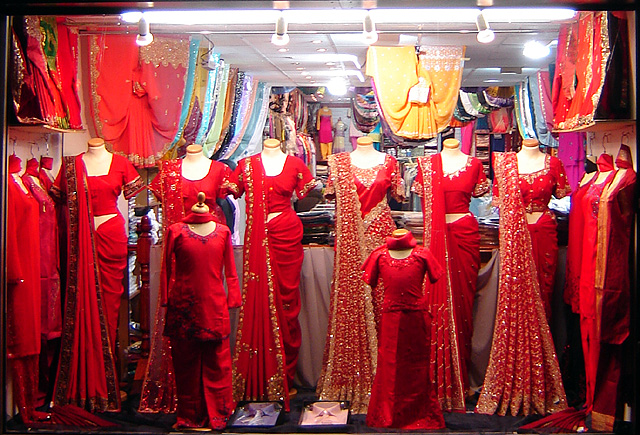
La mode bangladaise à Whitechapel.

L'intérêt du monde des affaires devrait croître quand la ligne de métro East London sera prolongée vers le nord jusqu’à Dalston et vers le sud jusqu’à West Croydon.

## Culture

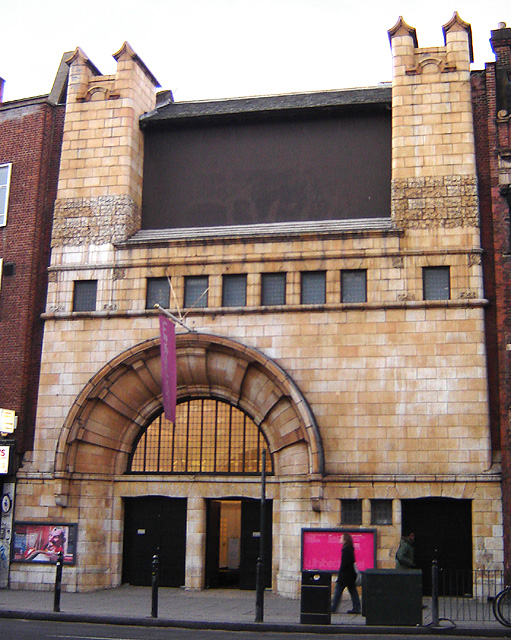
The Whitechapel Gallery où sont exposés des artistes contemporains.

Depuis au moins les années 1970, Whitechapel et d'autres quartiers voisins de l'Est londonien occupent une place prééminente sur la scène artistique de Londres. Gilbert et George y résident depuis de nombreuses années.
La galerie d'art de Whitechapel, fondée en 1901, est restée longtemps un avant-poste de la culture dans un environnement misérable. Comme le voisinage s’est gentrifié, elle a gagné réputation et appuis au niveau de la ville, et même à l'échelle internationale.
Depuis 2005, la galerie connaît un important développement grâce à une subvention de 3,26 millions de livres du Heritage Lottery Fund. Le site agrandi a ouvert en 2009.

## Dans la culture populaire
Romans
- Retour à Whitechapel, roman-enquête sur l'assassinat de Mary Jane Kelly et l'affaire Jack l'Éventreur (2013, HC éditions)
- Whitechapel, roman de Laure Odène (1997, éditions Florent Massot)

Films
- 1920 : Whitechapel

Séries
- Whitechapel (série télévisée), série télévisée policière britannique produite de 2009 à 2013.
- Ma Baby-sitter est un Vampire (série télévisée) Le nom de la ville ou vivent les personnages principaux se nomme Whitechapel, dans le film on apprend qu'elle aurait abrité une secte de vampires.
- Bodies, série télévisée policière se déroulant à quatre époque différentes.
- Ripper Street, série télévisée britannique qui se déroule dans le quartier de Whitechapel quelques années après les crimes de Jack l'Éventreur.
- JoJo's bizarre Adventure, phantom blood, manga se déroulant dans l'Angleterre du 19ᵉ siècle (mention dans le chapitre 18, volume 3)
- Moriarty the Patriot une partie de l'histoire se déroule à Whitechapel et l'essentiel de l'intrigue à Londres.

Musique
- Whitechapel (groupe), groupe de deathcore américain formé en 2006, originaire de Knoxville, dans le Tennessee.

## Personnalités liées à Whitechapel
- Damon Albarn (1968-), musicien
- Julius Stafford Baker,  (1869-1961), auteur de bandes dessinées
- Jack Kid Berg (1909-1991), boxeur
- Stanley Black, (1913–2002), compositeur.
- Tina Charles (1954-), chanteuse de disco
- Peter Cheyney (1896–1951), écrivain
- Roger Delgado (1918–1973), acteur
- Lloyd Doyley (1982-), footballeur
- Jack l’Éventreur, tueur en série
- Charlie Lee (1987-), footballeur
- Ada Nettleship (1856-1932), couturière, créatrice de costumes de scène
- Brendan Perry (1959-), musicien
- Alan Tilvern (1918-2003), acteur